# أنتوني هيريرا
أنتوني هيريرا (بالإنجليزية: Anthony Herrera)‏ هو لاعب كرة قدم أمريكية أمريكي، ولد في 14 يونيو 1980 في ترينيداد وتوباغو.

## وصلات خارجية
- أنتوني هيريرا على موقع مرجع كرة القدم المحترفة.كوم (الإنجليزية)